# Belgian Football League
De Belgian American Football League (BFL) is een Belgische competitie voor American football. De BFL is lid van de European Federation of American Football (EFAF).

## Verloop
De liga bestaat momenteel uit 18 teams, deze zijn verdeeld in 2 conferenties — de Flemish American Football League (FAFL, voorheen de FFL genoemd) en Ligue francophone de football américain de Belgique (LFFAB).
De drie beste teams uit de FAFL en de LFFAB nemen deel aan de play-offs.  Hierbij neemt de tweede geklasseerde van de FAFL in een kwartfinale het op tegen de derde geklasseerde van de LFFAB en de derde van de FAFL tegen de tweede van de LFFAB.  In de halve finales een week later spelen de winnaars van voorgaande wedstrijden tegen de winnaars van de conferenties.  De winnaars van de halve finales bestrijden elkaar in de finale voor de Belgian Bowl.
De landskampioen mag vervolgens deelnemen aan de EFAF Atlantic Cup, een Europese mini-competitie tussen de landskampioenen van België, Nederland, Luxemburg en Ierland.
|  | Kwartfinales | Kwartfinales      | Kwartfinales |  |  | Halve finales | Halve finales            | Halve finales |  |  | Belgian Bowl | Belgian Bowl                       | Belgian Bowl |
|  |              |                   |              |  |  |               |                          |               |  |  |              |                                    |              |
|  |              |                   |              |  |  | 1             | FAFL conferentie         |               |  |  |              |                                    |              |
|  | 2            | LFFAB conferentie |              |  |  |               | winnaar LFFAB-2 - FAFL-3 |               |  |  |              |                                    |              |
|  | 3            | FAFL conferentie  |              |  |  |               |                          |               |  |  |              | winnaar FAFL-1 - (LFFAB-2/FAFL-3)  |              |
|  |              |                   |              |  |  |               |                          |               |  |  |              | winnaar LFFAB-1 - (FAFL-2/LFFAB-3) |              |
|  |              |                   |              |  |  | 1             | LFFAB conferentie        |               |  |  |              |                                    |              |
|  | 2            | FAFL conferentie  |              |  |  |               | winnaar FAFL-2 - LFFAB-3 |               |  |  |              |                                    |              |
|  | 3            | LFFAB conferentie |              |  |  |               |                          |               |  |  |              |                                    |              |

## Regels
De liga hanteert de regels uit de Amerikaanse National Collegiate Athletic Association. Deze regels verschillen van de meer bekende en populaire NFL. De scheidsrechters zijn georganiseerd in de Belgian American football officials committee (BAFOC). Er dienen minstens drie scheidsrechters op het veld te staan samen met een chaincrew van drie personen om een reglementaire wedstrijd te spelen. Vijf scheidsrechters zijn wenselijk, dit is ook de norm voor grote wedstrijden zoals de Belgian Bowl of internationale wedstrijden in België.

## Geschiedenis
Van 1987 tot 1994 werd een Belgisch Kampioenschap gespeeld. De Belgian Bowl wordt eigenlijk sinds 1995 uitgereikt.  Men startte toen direct met de Belgian Bowl VIII.

### Landskampioenen
- 1987 Mouscron Redskins
- 1988 Brussels Raiders
- 1989 Brussels Raiders
- 1990 Brussels Raiders
- 1991 Brussels Raiders
- 1992 Leuven Lions
- 1993 Luxembourg Red Lions
- 1994 Brussels Raiders
- 1995 Tournai Cardinals
- 1996 Tournai Cardinals
- 1997 Tournai Cardinals
- 1998 Tournai Cardinals
- 1999 Antwerp Diamonds
- 2000 Izegem Redskins
- 2001 Izegem Redskins
- 2002 Brussels Tigers
- 2003 Brussels Black Angels
- 2004 Antwerp Diamonds
- 2005 Antwerp Diamonds
- 2006 West Flanders Tribes
- 2007 West Flanders Tribes
- 2008 West Flanders Tribes
- 2009 West Flanders Tribes
- 2010 West Flanders Tribes
- 2011 West Flanders Tribes
- 2012 Brussels Tigers
- 2013 Brussels Tigers
- 2014 Ghent Gators
- 2015 Brussels Black Angels
- 2016 Ostend Pirates
- 2017 Brussels Black Angels
- 2018 Brussels Black Angels
- 2019 Brussels Black Angels
- 2020 geen competitie vanwege COVID-19-pandemie
- 2021 Limburg Shotguns (vlaamse kampioen)
- 2023 Ostend Pirates
- 2024 Mons Knights
- 2025 Brussels Black Angels

## Teams
| Team                                                        | Locatie                                 | Opgericht                               | Website                                 |
| Flemish American Football League (FAFL)                     | Flemish American Football League (FAFL) | Flemish American Football League (FAFL) | Flemish American Football League (FAFL) |
| ----------------------------------------------------------- | --------------------------------------- | --------------------------------------- | --------------------------------------- |
| Antwerp Spartans                                            | Antwerpen                               | 2016                                    | Argonauts                               |
| Brussels Black Angels                                       | Anderlecht                              | 1989                                    | Black Angels                            |
| Brussels Bulls                                              | Sint-Agatha-Berchem                     | 2005                                    | Bulls                                   |
| Ghent Gators                                                | Gent                                    | 1999                                    | Gators                                  |
| Izegem Tribes                                               | Izegem                                  | 1989                                    |                                         |
| Leuven Lions                                                | Leuven                                  | 1986                                    | Lions                                   |
| Limburg Shotguns                                            | Beringen                                | 2008                                    | Shotguns                                |
| Ostend Pirates                                              | Oostende                                | 2012                                    | Pirates                                 |
| Ligue francophone de football américain de Belgique (LFFAB) |                                         |                                         |                                         |
| Ardennen Bears                                              | Ardennen                                | 2002                                    |                                         |
| Ardenne-Gaume-Lorraine Razorback                            | Ardennen                                | 2015                                    |                                         |
| Braine-le-Comte Sharks                                      | 's-Gravenbrakel                         | 2015                                    |                                         |
| Brussels Tigers                                             | Brussel                                 | 1998                                    | Tigers                                  |
| Charleroi Coal Miners                                       | Charleroi                               | 1993                                    |                                         |
| Louvain-la-Neuve Fighting Turtles                           | Louvain-la-Neuve                        | 2008                                    |                                         |
| Liège Monarchs                                              | Luik                                    | 1986                                    | Monarchs                                |
| Tournai Phoenix                                             | Doornik                                 | 1986                                    |                                         |
| Waterloo Warriors                                           | Waterloo                                | 2011                                    |                                         |